# Willow Creek (Alaska)
Willow Creek és una concentració de població designada pel cens dels Estats Units a l'estat d'Alaska. Segons el cens del 2000 tenia 201 habitants.

## Demografia
Segons el cens del 2000, Willow Creek tenia 201 habitants, 80 habitatges, i 52 famílies La densitat de població era de 2 habitants/km².
Dels 80 habitatges en un 33,8% hi vivien nens de menys de 18 anys, en un 55% hi vivien parelles casades, en un 5% dones solteres, i en un 35% no eren unitats familiars. En el 31,3% dels habitatges hi vivien persones soles el 6,3% de les quals corresponia a persones de 65 anys o més que vivien soles. El nombre mitjà de persones vivint en cada habitatge era de 2,51 i el nombre mitjà de persones que vivien en cada família era de 3,19.
Per edats la població es repartia de la següent manera: un 27,9% tenia menys de 18 anys, un 7% entre 18 i 24, un 24,4% entre 25 i 44, un 28,9% de 45 a 60 i un 11,9% 65 anys o més.
L'edat mediana era de 41 anys. Per cada 100 dones de 18 o més anys hi havia 126,6 homes.
La renda mediana per habitatge era de 36.563 $ i la renda mediana per família de 40.000 $. Els homes tenien una renda mediana de 48.750 $ mentre que les dones 26.250 $. La renda per capita de la població era de 18.242 $. Aproximadament el 3,6% de les famílies i el 6,9% de la població estaven per davall del llindar de pobresa.

## Poblacions més properes
El següent diagrama mostra les poblacions més properes.